# 김태훈 (1997년)
김태훈(金泰勳, 1997년 4월 24일 ~ )는 대한민국의 축구 선수로, 포지션은 골키퍼이며, FC 안양 소속으로 현재 김천 상무로 군 복무 중이다.

## 축구인 경력
김태훈은 유소년 시절 강릉문성고등학교 축구부를 거쳐, 영남대학교 축구부에 입단하였다. 2018년에 열린 제 99회 전국체육대회에서 축구부대회 가톨릭관동대학교와의 4강전 당시 승부차기에서 상대방 킥을 3차례나 선방하며, 영남대의 결승 진출을 이끌어내기도 하였다.
K리그2 2019 시즌을 앞두고 FC 안양과 프로 계약을 체결하였다.

## 그 외
김태훈은 2021년 9월 14일에 서울 뚝섬 부근에서 쓰러진 주민을 심폐소생술로 살린 공로로 한국프로축구연맹 선행 표창을 받았다.